# Кочановский, Станислав Александрович
Станисла́в Алекса́ндрович Кочано́вский (р. 28 сентября 1981, Ленинград) — российский дирижёр и органист.

## Биография
Станислав Кочановский родился в Санкт-Петербурге в 1981 году. С отличием окончил Санкт-Петербургскую консерваторию по трем специальностям: хорового дирижёра в классе Т. И. Хитровой (2004), органа в классе Н. И. Оксентян (2004) и оперно-симфонического дирижёра в классе А. В. Титова (2008).
C сезона 2024/2025 главный дирижер Филармонического оркестра северо-германского радио NDR.
С 2010 по 2015 год — Главный дирижёр Академического симфонического оркестра Северо-Кавказской Государственной Филармонии им. В. И. Сафонова, с которым в 2011 году дебютировал в Москве на сцене Концертного зала им. Чайковского и Концертного зала им. Сайдашева в Казани.
В 2005 году дебютировал на сцене Театра Санкт-Петербургской Государственной Консерватории с оперой «Иоланта». С 2007 по 2010 год — дирижёр Михайловского театра в Петербурге, с которым гастролировал на сценах Английской Национальной Оперы (Лондон) и Театра Ля Фениче (Венеция).
Станислав Кочановский сотрудничает с ведущими оркестрами России: Академическим симфоническим оркестром России им. Светланова, Российским Национальным оркестром, Национальным Филармоническим оркестром России, Академическим симфоническим оркестром Московской и Санкт-Петербургской Филармоний, Оркестром Мариинского театра.
В 2013 году дебютировал на фестивале Валерия Гергиева «Звезды белых ночей». Является приглашенным дирижером Мариинского театра, где регулярно дирижирует концерты и оперные спектакли: Борис Годунов, Хованщина, Князь Игорь, Тоска, Мадам Баттерфляй, Евгений Онегин, Иоланта, Кармен, Самсон и Далила.
В репертуаре дирижёра более 30 оперных и балетных спектаклей.
В 2014 году состоялся дебют с оркестром Национальной Академии Санта Чечилия в Риме. «Станислав Кочановский был настоящим открытием. Это молодой дирижёр, которому суждено стать одним из главных героев музыкальной жизни ближайшего будущего. Он продемонстрировал такую пластичность и талант, а также умение оживлять и вести за собой оркестр. Блестящее открытие… Прекрасное исполнение, где была сила и блеск, но в то же время ясность, прозрачность и лиризм», заметил журналист Michele Suozzo во время прямой трансляции на RAI Radio 3.
Стремительно развивается и международная карьера, включая в себя выступления с таким коллективами как Королевский оркестр Концертгебау, Оркестр Парижа, Венский симфонический оркестр, Оркестр Philharmonia (Лондон), Оркестр Национальной Академии Санта Чечилия (Рим), Оркестр Израильской Филармонии, Оркестр Нидерландского Радио, Филармонический оркестр Дрездена, Оркестр Эльбской Филармонии NDR, Оркестр Франкфуртского радио, Филармонический оркестр Роттердама, Оркестр Итальянского радио RAI (Турин), Филармонический оркестр Осло, Оркестр Maggio Musicale (Флоренция), Королевский оркестр Стокгольма, Оркестром Бирмингема, Филармония Монте-Карло, Бельгийский Национальный оркестр, Симфонический оркестр Мельбурна (Австралия), Оркестр NHK (Токио), Национальный симфонический оркестр Китая (Пекин), Оркестр Малайзийской филармонии (Куала-Лумпур).
За последние годы Кочановский осуществил ряд постановок в крупнейших оперных театрах: Иоланта во Флоренции (Opera di Firenze, Maggio Musicale Fiorentino), Пиковая дама и Евгений Онегин в Цюрихе (Opernhaus Zürich), Князь Игорь в Амстердаме (Dutch National Opera), Борис Годунов в Сеуле (Korean National Opera).
Среди солистов, с которыми сотрудничал дирижер: Михаил Плетнев, Микеле Кампанела, Леонидас Кавакос, Трульс Мёрк, Виктория Муллова, Пьер-Лоран Эмар, Денис Мацуев, Алексей Володин, Люка Дебарг, Кирилл Герштейн, Сергей Бабаян, Лиза де ла Саль, Рафаль Блехач, Александр Гаврилюк, Виктор Третьяков, Давид Герингас, Максим Венгеров, Вадим Глузман, Сергей Крылов, Кристоф Барати, Августин Хаделих, Вильде Франк, Соль Габетта, Александр Князев, Пабло Феррандес, Симоне Ламсма, Никола Бенедетти, Мария Гулегина, Ильдар Абдразаков, Анна Нетребко, Ольга Бородина, Евгений Никитин, Алексей Марков, Владислав Сулимский, Маттиас Герне, Питер Маттей, Лиза Давидсен, Сергей Хачатрян, Марк Бушков, Валерий Соколов, Борис Андрианов, Александр Бузлов, Александр Рамм, Нарек Ахназарян, Сергей Догадин, Павел Милюков, Филипп Копачевский, Александр Канторов, Юлианна Авдеева, Андрей Коробейников и другие. 
Станислав Кочановский регулярный гость крупнейших фестивалей: “Звезды Белых ночей” в Мариинском театре, Klarafestival (Брюссель), MITO Settembre Musica (Милан и Турин), Usedom Music Festival (Германия). 
В течение нескольких сезонов подряд на фестивале в Вербье осуществлены концертные исполнениях опер Евгений Онегин (2017), Риголетто (2018), Волшебная флейта (2019), Гензель и Гретель (2022), а также симфонические концерты. 
Заметными событиями последних лет стали исполнения крайне редко звучащих произведений: Предварительного действия к Мистерии Скрябина и Реквиема Лигети с Бельгийским Национальным оркестром в Брюсселе. Кантаты Ван Гильсе "Суламифь" с Филармоническим Оркестром Нидерландского Радио. "Русалочка" Цемлинского, Притча для оркестра "Молчание" Мясковского и Симфония №21 "Каддиш" Вайнберга с Национальным Филармоническим Оркестром России в Москве. 
Кочановский уделяет большое внимание исполнению современных композиторов: Ивана Феделе, Бретта Дина, Тобиаса Брострёма, Барта Висмана, Николы Кампогранде, Рольфа Мартинссона, Освальдо Голихова, Анны Торвальдсдоттир, Владимира Тарнопольского, Яана Ряэтса и других.

## Семейное положение
Женат, воспитывает двух дочерей.